# Monochamus borchmanni
Monochamus borchmanni là một loài bọ cánh cứng trong họ Cerambycidae.